# بخش تولی (ون ورت، اوهایو)
بخش تولی (به انگلیسی: Tully Township) یک منطقهٔ مسکونی در ایالات متحده آمریکا است که در شهرستان وان ورت، اوهایو واقع شده‌است.
 بخش تولی ۹۳٫۶ کیلومتر مربع مساحت و ۲٬۱۱۹ نفر جمعیت دارد و ۲۳۸ متر بالاتر از سطح دریا واقع شده‌است.